# Polypodium
|  | Per a altres significats, vegeu «Polypodium (animal)». |

Polypodium és un gènere de falgueres de la família Polypodiaceae que compta amb 75-100 espècies àmpliament distribuïdes a tot el món, per bé que la major diversitat es troba als tròpics.
El nom deriva de l'antic grec poly (πολύ) "molts" + podion (πόδιον) "peuets", basat en el fet que el rizoma sembla un peu.
Algunes espècies es poden hibridar. Unes quantes espècies abans incloses dins d'aquest gènere han estat ubicades recentment a altres gènere com Campyloneurum, Cyathea, Microgramma, Nephrolepis, Neurodium, Pecluma, Phlebodium, i Pleopeltis.
Algunes espècies (∗) són presents als Països Catalans.
- Polypodium abitaguae
- Polypodium alfredii
- Polypodium amorphum Suksdorf –
- Polypodium appalachianum Haufler & Windham Polypodium argyrolepis
- Polypodium asterolepis Baker
- Polypodium billardieri
- Polypodium californicum Kaulf.
- Polypodium calirhiza
- Polypodium cambricum L. = P. australe Fée) ∗
- Polypodium chionolepis
- Polypodium crassifolium
- Polypodium decumanum –
- Polypodium excavatum Roxb.
- Polypodium exiguum
- Polypodium feei (Bory) Mett.
- Polypodium × font-queri (P. cambricum × P. vulgare)
- Polypodium formosanum Baker -
- Polypodium furfuraceum Schltdl. & Cham.
- Polypodium glycyrrhiza D.C.Eaton –
- Polypodium hesperium Maxon –
- Polypodium incanum
- Polypodium × incognitum
- Polypodium interjectum Shivas ∗
- Polypodium latissimum
- Polypodium lepidopteris (Langsd. & Fisch.) Kunze
- Polypodium lonchitis –
- Polypodium macaronesicum Bobrov
- Polypodium × mantoniae (P. interjectum × P. vulgare)
- Polypodium mindense
- Polypodium mixtum
- Polypodium nigrescens Blume
- Polypodium nipponicum
- Polypodium percussum
- Polypodium phymatodes L.
- Polypodium piligerum
- Polypodium pycnocarpum C.Chr.
- Polypodium quitense
- Polypodium rimbachii
- Polypodium × rothmaleri (P. cambricum × P. interjectum)
- Polypodium saximontanum Windham
- Polypodium scouleri Hooker & Greville –
- Polypodium scutulatum
- Polypodium segregatum
- Polypodium sibiricum Sipliv. –
- Polypodium triseriale Swartz
- Polypodium virginianum L.
- Polypodium vulgare ∗ amb dues subespècies: P. vulgare ssp. serrulatum i P. vulgare ssp. pronodes

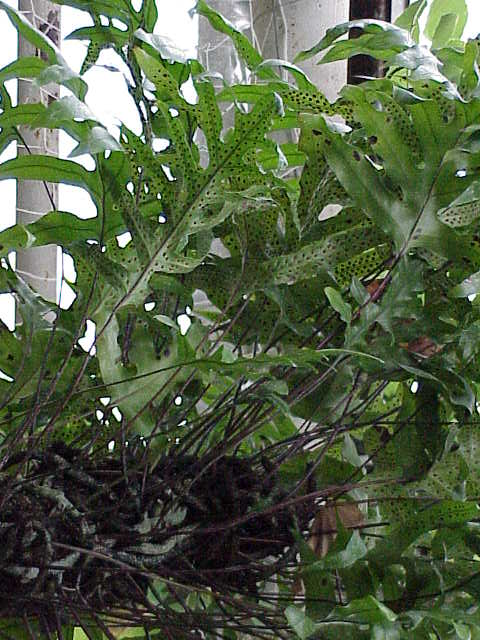
Polypodium billardieri
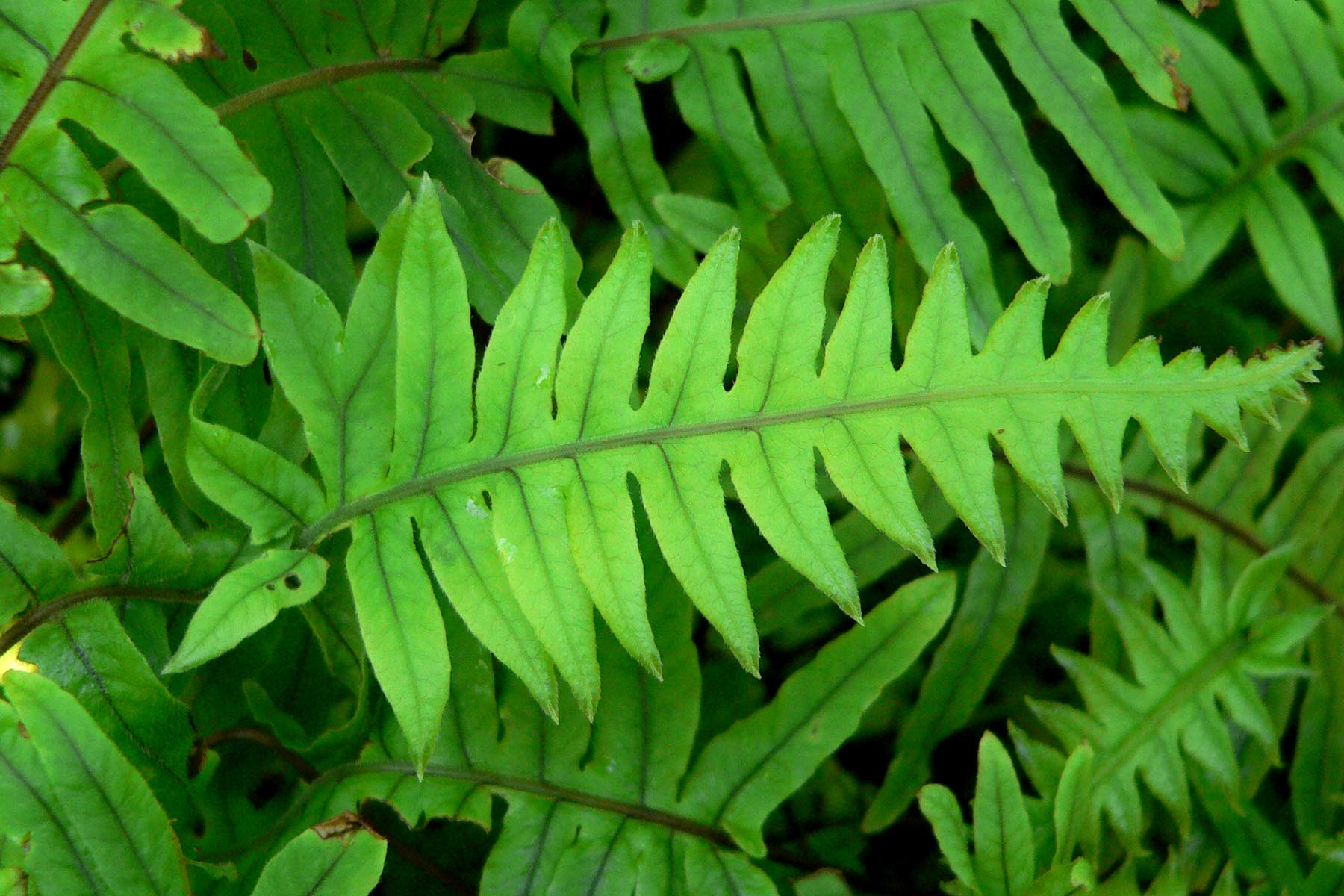
Polypodium formosanum cv. 'Cristatum'
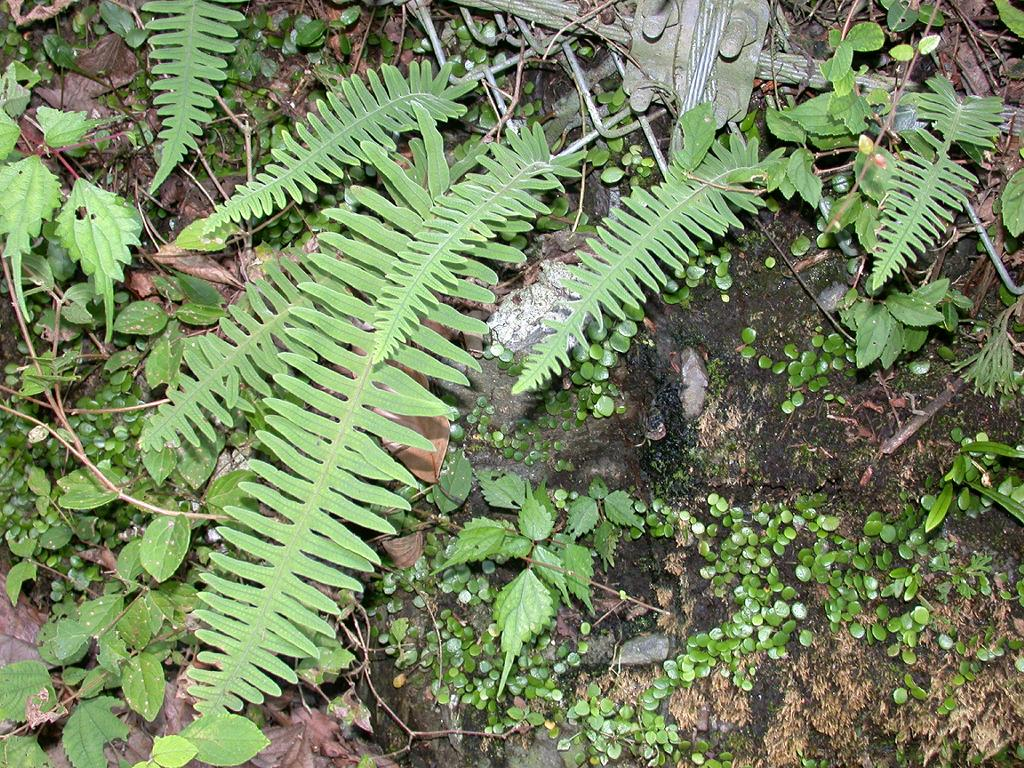
Polypodium nipponicum
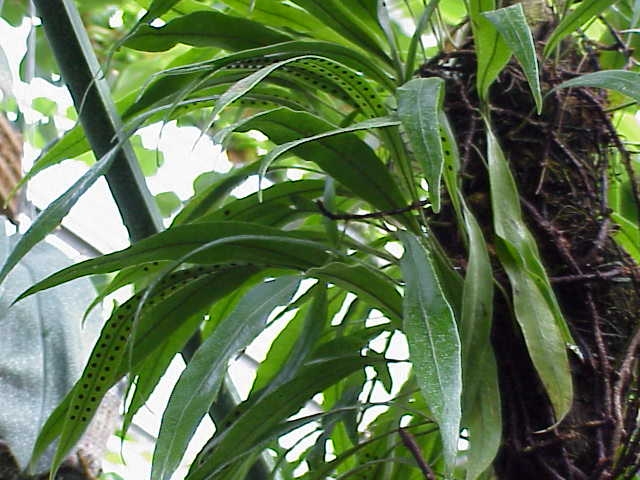
Polypodium percussum
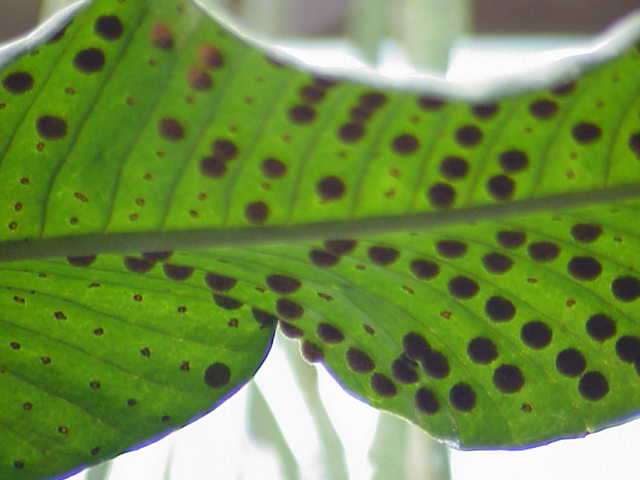
Polypodium crassifolium, sorus